# Riforma economica sovietica del 1973
La Riforma economica sovietica del 1973 è stata la seconda riforma economica avviata da Aleksej Kosygin. Questa riforma si proponeva di migliorare le competenze e le funzioni dei pianificatori regionali. Come la Riforma economica sovietica del 1965, anche la riforma del 1973 non fu pienamente attuata.

## Intenzioni
Le intenzioni di Kosygin erano quelle di indebolire indirettamente i poteri e le funzioni dei Ministeri centrali stabilendo associazioni governative a livello repubblicano e locale. Le associazioni di nuova costituzione erano state create per aumentare la cooperazione tra le imprese su questioni importanti come la tecnologia, l'innovazione e l'istruzione.

## Attuazione
L'attuazione della riforma fu particolarmente lenta. Nei primi anni ottanta ancora vennero create nuove associazioni locali, per unirsi alle già esistenti associazioni che si lamentavano per la mancanza di potere nella gestione delle loro economie locali. Se la riforma fosse stata pienamente attuata avrebbe dato vita a  associazioni repubblicane e locali aventi un maggiore margine di manovra nella gestione economica. I Ministeri centrali avrebbero perso influenza per l'abolizione dei glavki, reparti che ospitano gli amministratori e progettisti qualificati, e il livelli organizzativi al di sotto dei Ministeri centrali sarebbero stati rafforzati; la fusione di imprese in associazioni avrebbe dato loro un portavoce comune con competenza economica. La riforma avrebbe aumentato l'influenza della leadership politica e del Comitato di pianificazione di Stato (Gosplan). Lo storico Jan Åke Dellenbrant rilevò che una "ragione non ufficiale" per la riforma era quello di indebolire intenzionalmente i Ministeri centrali, che erano stati accusati di arrestare il progresso economico. La fusione di imprese in associazioni fu realizzato da una campagna molto controversa per gli standard sovietici. La campagna è stata condotta in uno spirito di derazionalizzazione, che aggravava sulla realizzazione degli alti obbiettivi da raggiungere nel piano. La struttura industriale dell'economia divenne ancora più derazionalizzata e quindi più complicata. I Ministeri centrali contestarono la perdita delle imprese per la creazione di associazioni e dirigenti aziendali; visto che i ministeri centrali avrebbero dovuto dare la maggior parte della loro autorità ai presidenti di associazione. I funzionari di partito locali erano scettici riguardo alla riforma. Un altro problema era che le cellule locali del partito sostennero che erano state informate in ritardo sulla realizzazione della riforma.

## Fallimento
La riforma ebbe l'effetto collaterale di indebolire ulteriormente i poteri dei pianificatori regionali sulla politica industriale. Nel 1981, circa la metà dell'industria sovietica era stata fusa in associazioni con una media di quattro imprese associate a ciascuna associazione. Un problema era che un'associazione di solito aveva i suoi membri su diverse regioni, oblasti, e persino repubbliche, che aggravarono la pianificata localizzazione del Comitato di pianificazione di Stato. Le associazioni di nuova costituzione resero il sistema economico sovietico ancora più complesso. Molte associazioni aumentarono la produzione tra le imprese associate, come ad esempio la fabbrica di automobili Gor'kii a Leningrado, che fu utilizzata come un "esempio modello" da parte del Comitato Centrale del Partito Comunista dell'Unione Sovietica per dimostrare che una buona associazione poteva funzionare. L'impianto Gor'kii non condivideva gli stessi problemi di altre associazioni, poiché tutti i suoi membri si trovavano nella stessa città. La riforma ha avuto l'effetto di interrompere la tradizionale assegnazione del PCUS delle risorse tra enti territoriali e industriali. Kommunist, una rivista sovietica, ha osservato che l'organizzazione del PCUS che sorvegliava le associazioni con i membri su una vasta area geografica tendeva a perdere il contatto con le organizzazioni di partito e di fabbrica locali.